# Герасимов Олександр Анатолійович (фізик)
Герасимов Олександр Анатолійович (нар. 1953, Харків) — «сніжний барс» (1988), Майстер спорту (1990), Майстер спорту міжнародного кваліфікації Росії (№ 470) та України (№ 2, 1992), інструктор-методист 2-ї категорії (1988). Фізик, доктор фіз.-мат. наук, професор. Має понад 100 опублікованих праць з різних галузей знань. Проректор з науково-дослідної роботи Академії управління і фінансів, провідний науковий співробітник Академії народного господарства.

## Життєпис
Альпінізмом почав займатися в 1976 р, зробивши перше сходження на вершину Віатау. Першим інструктором був О. Є. Спесивцев. Тренер в спортивному альпінізмі — Ю. Л. Григоренко-Пригода. Закінчив навчально-методичний збір в «Ельбрусі» в 1983 р. Працював інструктором в альптаборах: «Узунколь», «Талгар», «Ала-Тоо», на спортивних зборах і в експедиціях. Постійно працює тренером-рятувальником і гідом в системі альптаборів МАЛ: 1986—1991 рр. — МАЛ «Памір»; 1993—1997 рр. — МАЛ «Альп-Навруз»; з 1998 р. — міжнародний альпцентр «Тянь-Шань».
Здійснив понад 300 сходжень, в тому числі за маршрутами 5-6-ї к.с. — 30, понад 40 сходжень на семитисячники, в тому числі 14 на Хан-Тенгрі. Найбільш істотними для себе вважає сходження:
- 1984 р. — Далар по пн.-сх. стіні бастіону, 6 А к.с.;
- 1988 р. — пік Джигіт (5170 м) по «трикутнику» пн. стіни, 6А к.с., 2-е місце в чемпіонаті України;
- 1990 р. — Хан-Тенгрі, 6Б к.с, 3-е місце в чемпіонаті Союзу;
- 1992 р. — Еверест через півд. сідло, (експедиція Тольятті);
- 1994 р. — пік Комунізму з льодовика Вальтера, 6А к.с., 2-е місце в чемпіонаті РФ;
- 2000 р. — Хан-Тенгрі соло по півд.-зах. схилу.
- 2001—2003 рр. — здійснює регулярні сходження на улюблену гору — Хан-Тенгрі.

Участь у рятувальних роботах:
- 1996 р. — рятувальні;
- 1997 р. — транспортувальні роботи на пік Комунізму (висота — 7100 м).

## Ресурси Інтернету
- Альпинисты северной столицы [Архівовано 5 квітня 2019 у Wayback Machine.]